# Farní sbor Českobratrské církve evangelické v Brně-Židenicích
Farní sbor Českobratrské církve evangelické v Brně - Židenice je jeden ze čtyř územních sborů Českobratrské církve evangelické v Brně. Je jedním ze sborů, které tvoří brněnský seniorát. Sbor vznikl v roce 1929. Bohoslužby se konají v kostele v Jílkově ulici a v kazatelské stanici Blansko v dřevěném kostelíku.
Farářkou sboru je Radmila Včelná. Kurátorem sboru je Miroslav Maňák.

## Faráři sboru
- Antonín Venc (1930–1960)
- Jan Sláma (1960–1970)
- Vladimír Doule (1971–1985)
- Vladimír Kalus (1986–1987)
- Jana Kalusová (1987–1991)
- Pavel Kašpar (1991–2015)
- sbor neobsazen – administrátorem Martin Horák (2015–2016)
- Radmila Včelná (od 2016)

## Kurátoři sboru
- Josef Dufka (1929–1930)
- Jan Veselský (1930–1930)
- František Toman (1931–1941)
- František Hejtmánek (1943–1947)
- Rudolf Adamec (1947–1949)
- Vlastislav Maláč (1949–1954)
- František Drbal (1954–1955)
- František Vladík (1955–1959)
- Josef Filipi (1959–1967)
- Alois Havlena (1967–1984)
- Milan Gallus (1984–1991)
- Miroslav Maňák